# 台26線
台26線，通稱屏鵝公路或佳鵝公路，為南臺灣環繞恆春半島海岸的省道公路。起點屏東縣枋山鄉楓港，終點臺東縣達仁鄉安朔，兩點皆連結台9線。公路局規劃全長共計93.500公里，目前通車路段長67.490公里。
- 台26線車城路段
- 台26線船帆石路段
- 台26線滿州路段
- 台26線港仔至旭海段

## 歷史沿革
過去為台1線屏鵝公路楓港鵝鑾鼻段，1977年獨立編號為台24線，1994年改編為台26線。
2009年8月17日，楓港外環道納編為台9線，原屬台9線之麻里巴大橋至楓港（即台1線／原台9線終點、原台26線起點之交叉口）路段則改編為台26線，因此公路起點移動至麻里巴大橋。台26線經調整後路線名稱不變，里程則調整為93.823公里。
改編台26線前有一舊支線台24甲線，為墾丁市區通往墾丁森林遊樂區的道路，現為屏專2線。

## 現況
台26線環繞至東部海岸後尚有兩處路段未修築，因此全線被截成了三段路，主要分為：起點楓港至佳樂水（第一段）、港仔至旭海（第二段）、斯路博吉至終點安朔（第三段），此三段路可通行車輛，但彼此並不連接，須於各路段終止處轉入縣道199甲（旭海）、縣道200號（港仔）及縣道200甲（港口）等三條縣道才可迂迴互通，2012年屏東縣政府將觀音鼻及阿塱壹古道劃入自然保留區，旭海至下南田7公里路段被迫停工至今，所以台26線目前是未完全通車之狀態，也不會完全通車。因為生態及軍事的因素，加上該處人口稀少，所以未修築路段不會動工。另外，尚未修築的「旭海至安朔」路段即為舊時所稱「瑯嶠卑南古道」中之「阿塱壹古道」。

## 沿途鄉鎮、里程數

### 通車路段

#### 楓港－港口路段
全線均位於屏東縣境內。
| 枋山鄉 | 楓港     | 0.000  | 台9線              | 公路起點                                    |  |
| 枋山鄉 | 楓港     | 2.112  | 台1線              | 終點                                        |  |
| －     |          |        |                    |                                             |  |
| －     |          |        |                    |                                             |  |
| －     |          |        |                    |                                             |  |
| 枋山鄉 | 竹坑     | 8.000  | （地區道路）       | 公路行經枋山鄉與獅子鄉交界                  |  |
| 獅子鄉 | 竹坑     | 8.000  | （地區道路）       | 公路行經枋山鄉與獅子鄉交界                  |  |
| －     |          |        |                    |                                             |  |
| 車城鄉 | 藍子     | －     | （地區道路）       |                                             |  |
| 車城鄉 | －       |        |                    |                                             |  |
| 車城鄉 | 社皆坑   | －     | （地區道路）       |                                             |  |
| 車城鄉 | －       |        |                    |                                             |  |
| 車城鄉 | －       |        |                    |                                             |  |
| 車城鄉 | 海口     | 14.500 | 屏152線            | 起點                                        |  |
| 車城鄉 | －       |        |                    |                                             |  |
| 車城鄉 | 田中央   | －     | （地區道路）       |                                             |  |
| 車城鄉 | 車城市區 | 16.511 | 縣道199號 · 福興路 | 終點                                        |  |
| 車城鄉 | 車城市區 | －     |                    |                                             |  |
| 車城鄉 | 車城市區 | －     | 屏152線            | 終點                                        |  |
| 車城鄉 | －       |        |                    |                                             |  |
| 車城鄉 | 新街     | －     | （地區道路）       |                                             |  |
| 車城鄉 | 新街     | －     |                    |                                             |  |
| 車城鄉 | 新街     | －     | 屏153線            | 起點                                        |  |
| 車城鄉 | 保力     | 18.512 | 屏156線            | 起點                                        |  |
| －     |          |        |                    |                                             |  |
| 恆春鎮 | 五里亭   | 21.000 | 屏151線            | 終點                                        |  |
| 恆春鎮 | －       |        |                    |                                             |  |
| 恆春鎮 | 網紗     | 22.992 | 縣道200號          | 起點                                        |  |
| 恆春鎮 | 山腳     | 24.800 | 屏157線 · 復興路   | 終點                                        |  |
| 恆春鎮 | －       |        |                    |                                             |  |
| 恆春鎮 | 林頭尾   | －     | 屏159線            |                                             |  |
| 恆春鎮 | －       |        |                    |                                             |  |
| 恆春鎮 | 鼻子頭   | －     | （地區道路）       |                                             |  |
| 恆春鎮 | －       |        |                    |                                             |  |
| 恆春鎮 | 馬鞍山   | －     | （地區道路）       |                                             |  |
| 恆春鎮 | 南灣     | 31.011 | （地區道路）       |                                             |  |
| 恆春鎮 | －       |        |                    |                                             |  |
| 恆春鎮 | 潭仔灣   | －     | （地區道路）       |                                             |  |
| 恆春鎮 | －       |        |                    |                                             |  |
| 恆春鎮 | 墾丁     | 34.100 | （地區道路）       |                                             |  |
| 恆春鎮 | 墾丁     | －     |                    |                                             |  |
| 恆春鎮 | 墾丁     | －     | 屏專2線            | 屏專2線起點                                 |  |
| 恆春鎮 | 墾丁     | －     |                    |                                             |  |
| 恆春鎮 | 墾丁     | －     | （地區道路）       |                                             |  |
| 恆春鎮 | －       |        |                    |                                             |  |
| 恆春鎮 | 船帆石   | 38.200 | （地區道路）       |                                             |  |
| 恆春鎮 | 香蕉灣   | －     | （地區道路）       |                                             |  |
| 恆春鎮 | 蕃仔寮   | －     | （地區道路）       |                                             |  |
| 恆春鎮 | 砂島     | －     | （地區道路）       |                                             |  |
| 恆春鎮 | 鵝鑾鼻   | 43.000 | （地區道路）       |                                             |  |
| 恆春鎮 | 坑仔內   | －     | （地區道路）       |                                             |  |
| －     |          |        |                    |                                             |  |
| 恆春鎮 | 興海     | 8.000  | （地區道路）       | 興海地區地籍編屬恆春鎮 ，門牌地址編屬滿州鄉 |  |
| 滿州鄉 | 興海     | 8.000  | （地區道路）       | 興海地區地籍編屬恆春鎮 ，門牌地址編屬滿州鄉 |  |
| －     |          |        |                    |                                             |  |
| 滿州鄉 | 港墘     | －     | （地區道路）       |                                             |  |
| 滿州鄉 | －       |        |                    |                                             |  |
| 滿州鄉 | 港口     | 54.250 | 縣道200甲線        | 路段終點 終點                               |  |
|        |          |        |                    |                                             |  |

#### 港仔－旭海路段
港仔至旭海為標準一線道，由於靠近中科院九鵬基地，過去長時間受到軍事管制，來往人車皆須檢查管制。
全線均位於屏東縣境內。
| 滿州鄉 | 港仔   | 71.000 | 縣道200號    | 路段起點 終點 |  |
| 滿州鄉 | 港仔   | －     |              |               |  |
| 滿州鄉 | 港仔   | －     | （地區道路） |               |  |
| 牡丹鄉 | 港仔鼻 | －     | （地區道路） |               |  |
| 牡丹鄉 | －     |        |              |               |  |
| 牡丹鄉 | 大流溪 | －     | （地區道路） |               |  |
| 牡丹鄉 | －     |        |              |               |  |
| 牡丹鄉 | 旭海   | 79.901 | 縣道199甲線  | 路段終點 終點 |  |
|        |        |        |              |               |  |

#### 南田－安朔路段
全線均位於臺東縣境內。
| 達仁鄉 | 斯路博吉       | 88.500 | （無）       | 路段起點 |  |
| 達仁鄉 | 斯路博吉       | －     |              |          |  |
| 達仁鄉 | 斯路博吉       | －     |              |          |  |
| 達仁鄉 | 斯路博吉       | －     | （地區道路） |          |  |
| 達仁鄉 | 南田           | 90.063 | （地區道路） |          |  |
| －     |                |        |              |          |  |
| 大武鄉 | 沒有主要交會點 |        |              |          |  |
| 達仁鄉 | 安朔           | 93.500 | 台9線        | 公路終點 |  |
|        |                |        |              |          |  |

### 未通車路段

#### 港口－港仔路段
本段約16.5公里，位於墾丁國家公園佳樂水風景區、南仁山保護區海岸，因生態保護因素已於2005年1月21日公告解編且不開闢。
- 屏東縣滿州鄉：港口51.991k（接縣道200甲線）（以下路段為產業道路）→ 佳樂水風景區→出風鼻→鹿寮溪→埤亦溪(以下為步道)→萬丈深坑→南仁路→九棚（八瑤灣，接縣道200號）→ 港仔大沙漠（九棚沿海保護區，無道路）→ 港仔68.500k（接縣道200號終點。）
- 替代路線：港口→縣道200甲線→新莊→縣道200號→滿州→港仔

#### 旭海－南田路段
本段約8.5公里，為阿塱壹古道，因生態保護因素而已停建並註銷。
- 屏東縣牡丹鄉：旭海80k（產業道路至里仁溪）→ 牡丹鼻→里仁溪（女仍溪，以下至塔瓦溪為阿塱壹古道）→ 觀音鼻→塔瓦溪（中心牧場，有產業道路）
- 台東縣達仁鄉：塔瓦溪（中心牧場，有產業道路）→ 下南田88.5k。
- 替代路線：旭海→縣道199甲線→上牡丹→縣道199號→壽峠→台9戊線→安朔→台9線

## 里程表
※表列僅包含已開放通車之路段

臺二十六線
| 縣市   | 鄉鎮   | 里程數(KM)             |
| ------ | ------ | ---------------------- |
| 屏東縣 | 全區   | 64.2                   |
| 屏東縣 | 枋山鄉 | 8.1（南下）7.2（北上） |
|        | 獅子鄉 | 0（南下）0.9（北上）   |
|        | 車城鄉 | 10.7                   |
|        | 恆春鎮 | 32.8                   |
|        | 滿州鄉 | 4.9                    |
|        | 牡丹鄉 | 7.7                    |
| 臺東縣 | 全區   | 5.4                    |
| 臺東縣 | 達仁鄉 | 5.4                    |

資料來源：Google地圖精算

## 沿線路名
| - 海華路 - 海口路 - 中山路 - 保新路 - 省北路 - 恆公路 | - 恆南路 - 南灣路 - 墾丁路 - 船帆路 - 砂島路 - 鵝鑾路 | - 坑內路 - 東海路 - 風沙路 - 興海路 - 港墘路 - 港仔路 | - 海墘路 - 旭海路 - 南田路 |

## 沿線設施與景點
| - 屏東縣立獅子國民中學 - 屏東縣枋山鄉楓港國民小學 - 楓港漁港 - 屏東縣車城鄉車城國民小學 - 恆春機場 - 龍鑾潭 - 第三核能發電廠 - 屏東縣恆春鎮恆春國民小學南灣分校 - 潭仔漁港 | - 墾丁國家公園管理處 - 墾丁夏都沙灘酒店 - 屏東縣恆春鎮墾丁國民小學 - 香蕉灣漁港 - 屏東縣恆春鎮墾丁國民小學鵝鑾分校 - 興海漁港 - 佳樂水 - 九棚沙漠 - 中山漁港 |

## 爭議

### 旭海至安朔段
為了興建台26線旭海至安朔段，公路總局於2005年開始辦理土地及地上物徵收。2006年三月，台26線旭海至安朔段經環評後，已陸續開始動工修建，該路段總長有12公里，為目前環島濱海公路網中尚未貫通的路段，也是台26線兩處未修築路段的其中一段。因鑑於近幾年只要颱風來襲，多次造成南迴公路嚴重坍方中斷，台26線偶可作為南迴公路的替代道路，但該路段的開通將毀壞當地珍貴的自然景觀與生物棲地，像是綠蠵龜、椰子蟹等保育類動物，因此自動工以來一直遭受到環保團體的抗爭，所以目前的修建還具有很大的爭議性。目前已開闢下南田至安朔段。
因屏東縣政府於2012年劃設自然文化保留區及中央未能居中協調解決相關問題，致工程延宕多年仍無法興建旭海至下南田段，公路總局楓港工務段已著手將徵收土地及地上物歸還於民，也宣告著台26線不會貫通了，已沒有興建的計畫，台東聯外替代道路夢碎。2015年啟動廢止徵收作業，將土地及地上物歸還於民，共有15位被徵收對象，目前有6位完成作業；最後7公里已經沒有辦法在現有的持續預算進行施工作業。